# プテリ・インタン・サツ
プテリ・インタン・サツ (Puteri Intan Satu) は、マレーシアのMISC（マレーシア・インターナショナル・シッピング社）が所有・運航しているLNG船。

## 概要
マレーシアのサラワク州ビンツルのLNG基地から日本等アジア諸国へLNGを輸出する、マレーシアLNG第3（ティガ）プロジェクト用に
MISCが6隻建造したプテリ・インタン・サツ級の1番船で、2002年8月29日、三菱重工業長崎造船所で竣工した。
日本で建造されたLNG船では初めてガストランスポート・メンブレン方式（GTT No.96）のLNGタンクを採用しており、総容積は137,489m³である。

## 同型船
- 2番船　「プテリ・デリマ・サツ（Puteri Delima Satu）」

2002年10月29日、三井造船千葉事業所で竣工。
- 3番船　「プテリ・ニラム・サツ（Puteri Nilam Satu）」

2003年9月19日、三菱重工業長崎造船所で竣工。
- 4番船　「プテリ・ザムルド・サツ（Puteri Zamrud Satu）」

2004年1月14日、三井造船千葉事業所で竣工。
- 5番船　「プテリ・フェルス・サツ（Puteri Firus Satu）」

2004年9月14日、三菱重工業長崎造船所で竣工。

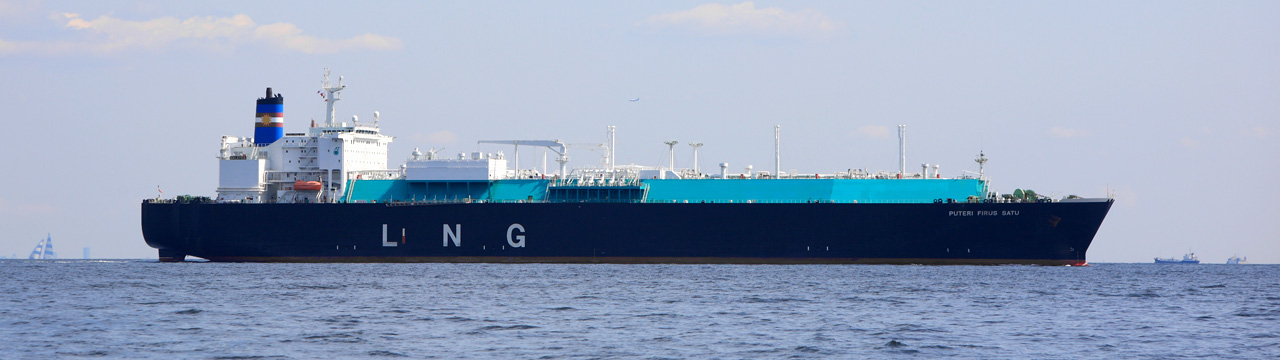
同型船のプテリ・フェルス・サツ（Puteri Firus Satu）

- 6番船　「プテリ・ムティアラ・サツ（Puteri Mutiara Satu）」

2005年4月22日、三井造船千葉事業所で竣工。